# Marcha de los Jäger
La Marcha de los Jäger (en finlandés:Jääkärimarssi originalmente Jääkärien marssi), Op. 91a, es una marcha militar de Jean Sibelius. En 1917 puso música a la letra escrita por el Jäger finlandés, Hilfsgruppenführer Heikki Nurmio que sirvió en Liepaja, en 27.º Batallón Jäger Real de Prusia del Ejército Imperial Alemán. Esta unidad se encontraba luchando contra el Imperio ruso, siendo el Gran Ducado de Finlandia todavía una parte. La letra fue introducida de contrabando en Finlandia y entregada a Sibelius, quien compuso la música en Järvenpää.
Sibelius compuso la Marcha de los Jäger originalmente para coro masculino y piano, y más tarde la arregló para coro masculino y orquesta sinfónica. Su estreno tuvo lugar en Helsinki el 19 de enero de 1918 por el coro Akademiska sångföreningen, dirigido por Olof Wallin. La guerra civil finlandesa empezó el mismo día entre las tropas Blancas y las Rojas. Es la marcha de honor de muchos destacamentos del ejército.